# Acritodon
Acritodon là một chi rêu trong họ Sematophyllaceae.